# Bariofarmacosiderita
La bariofarmacosiderita és un mineral de la classe dels fosfats, que pertany al grup de la farmacosiderita. Originalment va ser anomenada bario-farmacosiderita per Kurt Walenta l'any 1966 en al·lusió a la seva composició, tot reflectint la dominància del bari i la seva relació amb la farmacosiderita; va ser reanomenada per la IMA l'any 2008.

## Característiques
La bariofarmacosiderita és un fosfat de fórmula química Ba0.5Fe₄3+(AsO₄)₃(OH)₄·5H₂O. Cristal·litza en el Sistema tetragonal. La seva duresa a l'escala de Mohs és 2,5.

## Formació i jaciments
La bariofarmacosiderita s'ha descrit a tots els continents tret de l'Antàrtida. A Catalunya, la bariofarmacosiderita ha estat descrita a la mina Les Ferreres, al terme municipal de Camprodon (Ripollès) en un context de vetes de barita en dolomies, i a la mina «Iris 18» d'Escornalbou, a Riudecanyes (Baix Camp, Tarragona).